# SixDegrees.com
SixDegrees.com war ein Onlinedienst zum Aufbau eines sozialen Netzwerks (Social Network Service), der im Jahr 1997 gegründet wurde und als Pionier dieses Website-Genres angesehen wird.
Der Name bezieht sich auf die Six Degrees of Separation, die durchschnittlich sechs Bekanntschaftsbeziehungen, über die laut Untersuchungen zum Kleine-Welt-Phänomen zwei beliebige Personen miteinander in Kontakt stehen.

## Merkmale
SixDegrees.com war laut einer von Danah Boyd und Nicole Ellison publizierten Untersuchung der erste Dienst, der die grundlegenden Merkmale heutiger Social Network Sites aufwies: Der Dienst erlaubte es, Profilseiten zu erstellen, Freundschaftsbeziehungen zu anderen Usern aufzulisten und die Freundeslisten anderer Benutzer zu durchsuchen.
Über ein Nachrichtensystem konnten befreundete Teilnehmer bis zum dritten Bekanntschaftsgrad miteinander kommunizieren und über ein Forensystem Diskussionen austragen. Die Nutzung des Dienstes war kostenlos; SixDegrees.com finanzierte sich über Werbung.

## Geschichte
SixDegrees.com wurde 1997 durch den Rechtsanwalt und Finanzanalysten Andrew Weinreich gegründet.
Der zunächst für alle Interessierten offenstehende Dienst wurde 2000 an YouthStream Media Networks verkauft, 2001 jedoch vorläufig eingestellt. 2010 wurde SixDegrees.com als geschlossenes Netzwerk eingeladener Teilnehmer wiederbelebt. Seit Mitte 2013 ist die Seite nicht mehr aufrufbar, der letzte Eintrag im Internet Archive stammt von März 2013.
Obwohl SixDegrees.com während seiner Blütezeit Ende der 1990er Jahre mehr als eine Million Teilnehmer aufwies, gelang es nicht, die Website in ein profitables Unternehmen umzuwandeln. Laut Gründer Weinreich lag dies daran, dass zu dieser Zeit die Benutzer nur selten große im Internet aktive Freundeskreise besaßen. Daher habe SixDegrees.com an einem Mangel an Inhalten und damit an Gründen gelitten, auf der Seite zu verweilen. Weiterhin hatte der Dienst Probleme mit Spam.